# Llista de batlles de Sabadell
Aquesta és una llista incompleta dels alcaldes de Sabadell.
| Nom                                | Partit Polític / ideologia          | Inici del mandat       | Final del mandat       |
| Rafael de Monterols                |                                     | 1498-1499              |                        |
| Joan Fontanet i Coll               |                                     | 12 de febrer de 1803   | 1803                   |
| Pere Llobet i Font                 |                                     | 1805                   | 1806                   |
| Agustí Lluís i Llobet              |                                     | gener de 1807          | març de 1809           |
| Bartomeu Salt Amat                 |                                     | 1809                   | 1809                   |
| Josep Antoni Borrell i Borgonyó    |                                     | 1809                   |                        |
| Agustí Lluís i Llobet              |                                     | setembre de 1814       | març de 1815           |
| Llorenç Juncà i Bellich            | Cap de Sometent / liberal           | 1 de gener de 1822     | juliol de 1823         |
| Josep Salvany i Oller              |                                     | 1828                   |                        |
| Joan Sallarès i Marra              |                                     | 1830                   |                        |
| Josep Salvany i Oller              |                                     | 1837                   | 1840                   |
| Antoni Roca i Dencàs               |                                     | abril de 1857          | novembre de 1859       |
| Llorenç Juncà i Petit              | Progrecista                         | 21 d'agost 1867        | 1868                   |
| Josep Vidal i Campaneria           |                                     |                        |                        |
| Josep de Calassanç Duran i Mimó    |                                     |                        |                        |
| Joan Sallarès i Gorina             |                                     |                        |                        |
| Antoni Casanovas i Bosch           |                                     |                        |                        |
| Pere Turull i Sallent              |                                     | 18 d'octubre de 1838   | 1 de maig de 1839      |
| Pere Turull i Sallent              |                                     | 28 de juliol de 1845   | 20 de gener de 1848    |
| Pere Oliver i Salt                 |                                     | 1 de gener de 1852     | 1 de gener de 1854     |
| Pere Turull i Sallent              |                                     | 1 de gener de 1854     | 9 de setembre de 1854  |
| Pere Turull i Sallent              |                                     | 28 d'agost de 1856     | 7 d'abril de 1857      |
| Josep Romeu i Sans                 |                                     | març de 1861           | febrer de 1864         |
| Joan Plans i Costa                 |                                     | gener de 1865          | 31 de desembre de 1866 |
| Fèlix Vilarrúbias i Busquets       |                                     | 1867                   | 1868                   |
| Josep Vidal i Campaneria           |                                     | gener de 1870          | 1872                   |
| Feliu Crespí i Cirera              |                                     | agost de 1873          | gener de 1974          |
| Salvador Camps i Gorina            | Conservador                         | 26 de gener de 1900    | 29 de març de 1901     |
| Joan Massagué i Vilarrúbias        |                                     | 29 de març de 1901     | 28 d'abril de 1901     |
| Pere Barata i Garriga              | Republicà. Accidental               | 28 d'abril de 1901     | 20 de juny de 1901     |
| Bartomeu Pineda i Puig             | Liberal                             | 20 de juny de 1901     | 1 de gener de 1902     |
| Moisès Alguersuari i Monclús       | Independent                         | 1 de gener de 1902     | 7 de febrer de 1903    |
| Joaquim Cladellas i Trescents      | Fusió Republicana. Accidental       | 7 de febrer de 1903    | 17 de març de 1903     |
| Pere Viloca i Comadran             | Conservador                         | 17 de març de 1903     | 1 de gener de 1904     |
| Joaquim Cladellas Trescents        |                                     | 1 de gener de 1904     | 3 de febrer de 1905    |
| Andreu Serra i Verdaguer           | Regionalista                        | 3 de febrer de 1905    | 6 de març de 1906      |
| Celdoni Prat i Garriga             | Republicà. Accidental               | 14 de març de 1906     | 30 d'agost de 1907     |
| Antoni Campañà i Salas             | Republicà. Accidental               | 22 d'agost de 1907     | 14 de novembre de 1907 |
| Celdoni Prat i Garriga             | Republicà                           | 19 de novembre de 1907 | 2 de juliol de 1908    |
| Antoni Campañà i Salas             | Republicà                           | 2 de juliol de 1908    | 1 de juliol de 1909    |
| Josep Miquel del Solà Font de Gayà | Carlista                            | 1 de juliol de 1909    | 1 de gener de 1910     |
| Feliu Griera i Dulcet              | Liberal, reaccionari                | 1 de gener de 1910     | 9 d'agost de 1911      |
| Josep Miquel del Solà Font de Gayà | Carlista                            | 9 d'agost de 1911      | 14 d'octubre de 1911   |
| Silvestre Romeu i Voltà            | Liberal                             | 19 d'octubre de 1911   | 11 de desembre de 1913 |
| Feliu Griera i Dulcet              | Conservador                         | 11 de desembre de 1913 | 1 de gener de 1916     |
| Andreu Camps i Panadès             |                                     | 1 de gener de 1916     | 14 de juny de 1917     |
| Joan Farreras i Grané              | Moderat. Accidental                 | 14 de juny de 1917     | 18 d'octubre de 1917   |
| Josep Duran i Tuloch               | Reaccionari                         | 18 d'octubre de 1917   | 3 de desembre de 1917  |
| Joan Farreras i Grané              | Moderat                             | 4 de desembre de 1917  | 1 de gener de 1918     |
| Joan Vidal i Gambús                | Lliga Regionalista                  | 1 de gener de 1918     | 3 de desembre de 1918  |
| Pere Pascual i Salichs             | Lliga Regionalista                  | 3 de desembre de 1918  | 1 d'abril de 1922      |
| Domènec Saló i Salas               | Catòlic                             | 1 d'abril de 1922      | 19 de setembre de 1923 |
| Feliu Gambús i Guarro              | Catòlic                             | 19 de setembre de 1923 | 1 d'octubre de 1923    |
| Esteve Maria Relat i Corominas     | Addicte al Directori                | 1 d'octubre de 1923    | 7 de febrer de 1930    |
| Francesc Duran i Armengol          | Addicte al Directori                | 7 de febrer de 1930    | 26 de febrer de 1930   |
| Joan Farreras i Grané              | Lliga Regionalista                  | 26 de febrer de 1930   | 12 de març de 1930     |
| Joan Marí i Corominas              | Monàrquic                           | 12 de març de 1930     | 11 d'abril de 1930     |
| Joan Farreras i Grané              | Accidental                          | 11 d'abril de 1930     | 28 d'abril de 1930     |
| Joan Farreras i Grané              |                                     | 28 d'abril de 1930     | 13 d'abril de 1931     |
| Salvador Ribé i Garcia             | Círcol Republicà Federal            | 14 d'abril de 1931     | 1 de febrer de 1934    |
| Magí Marcé i Segarra               | Círcol Republicà Federal            | 1 de febrer de 1934    | 8 d'octubre de 1934    |
| Josep Altura i Pujada              | Círcol Republicà Federal            | 8 d'octubre de 1934    | 13 d'octubre de 1934   |
| Josep Germà i Homet                | Fraternidad Republicana Radical     | 13 d'octubre de 1934   | 16 de febrer de 1936   |
| Magí Marcé i Segarra               | Círcol Republicà Federal            | 17 de febrer de 1936   | 15 d'abril de 1936     |
| Francesc Tomàs i Soler             | Círcol Republicà Federal Accidental | 15 d'abril de 1936     | 1 de juny de 1936      |
| Joan Miralles i Orrit              | Círcol Republicà Federal            | 1 de juny de 1936      | 17 d'octubre de 1936   |
| Josep Moix i Regàs                 | ERC. "Conseller en cap"             | 17 d'octubre de 1936   | 21 de febrer de 1937   |
| Josep Moix i Regàs                 | FLS-PSUC                            | 21 de febrer de 1937   | 26 d'agost de 1938     |
| Manuel Farràs i Baró               | FLS-PSUC                            | 26 d'agost de 1938     | 21 de gener de 1939    |
| Miquel Bertran i Oleart            | FLS-PSUC                            | 21 de gener de 1939    | 25 de gener de 1939    |
| Enric Mampel i Martí               | CNT-FAI                             | 26 de gener de 1939    | 26 de gener de 1939    |
| Eduard Tormo i Gorina              |                                     | 27 de gener de 1939    | 4 de febrer de 1939    |
| Esteve Maria Relat i Corominas     |                                     | 4 de febrer de 1939    | 15 d'octubre de 1939   |
| Ramon Albareda i Masip             | Accidental                          | 15 d'octubre de 1939   | 31 de maig de 1940     |
| Josep Vidal i Casulleras           | Accidental                          | 7 de juny de 1940      | 22 de novembre de 1940 |
| Vicenç Farran i Artigas            | Accidental                          | 29 de novembre de 1940 | 29 de novembre de 1940 |
| Joan Gabarró i Fontacaba           | Accidental                          | 29 de novembre de 1940 | 13 de desembre de 1940 |
| Josep Maria Marcet i Coll          | Accidental                          | 13 de desembre de 1940 | 21 de maig de 1942     |
| Josep Maria Marcet i Coll          |                                     | 21 de maig de 1942     | 29 d'abril de 1960     |
| Antoni Llonch i Gambús             |                                     | 29 d'abril de 1960     | 20 de gener de 1965    |
| Josep Burrull i Bonastre           |                                     | 20 de gener de 1965    | març de 1976           |
| Ricard Royo i Soler                |                                     | març de 1976           | abril de 1979          |
| Antoni Farrés i Sabater            | PSUC                                | abril de 1979          | juny de 1999           |
| Manuel Bustos Garrido              | PSC                                 | juny de 1999           | 14 de febrer de 2013   |
| Joan Carles Sánchez Salinas        | PSC                                 | 5 de març de 2013      | 13 de juny de 2015     |
| Julià Fernàndez i Olivares         | ERC-AM                              | 13 de juny de 2015     | 20 de juliol de 2017   |
| Maties Serracant i Camps           | Accidental                          | 20 de juliol de 2017   | 25 de juliol de 2017   |
| Maties Serracant i Camps           | Crida per Sabadell                  | 25 de juliol de 2017   | 15 de juny de 2019     |
| Marta Farrés i Falgueras           | PSC                                 | 15 de juny de 2019     | 17 de juny de 2023     |
| Marta Farrés i Falgueras           | PSC                                 | 17 de juny de 2023     | En el càrrec           |